# Jeju World Cup Stadium
Jeju World Cup Stadium (제주월드컵경기장) je víceúčelový stadion sloužící zejména pro fotbal v Sogüpchu v Jižní Koreji. Pojme 35 657 diváků. Domácí zápasy zde hraje fotbalový klub Jeju United FC. Byl postaven pro Mistrovství světa ve fotbale 2002.
Stavba započala 20. února 1999 a byl otevřen 9. prosince 2001. Konstrukce stadionu je ve tvaru ústí sopky, která vychází z přirozeného prostředí ostrova Čedžu a jeho mořského prostředí. Střecha stadionu je ve tvaru sítě tradičních rybářských lodí v Čedžu. Byl to jeden z 20 stadionů, kde se pořádaly zápasy mistrovství světa ve fotbale v roce 2002. V roce 2017 se zde konalo Mistrovství světa ve fotbale hráčů do 20 let.